# Polimede
En la mitología griega Polimede o Polimeda (en griego Πολυμήδη) es el nombre de varios personajes femeninos:
- Polimede: también llamada Polimele, es la esposa de Esón y madre de Jasón.[1]
- Polimede: según Tzetzes, madre de Néstor en su unión con Neleo.[2]